# 米哈烏·維希尼奧維茨基（1529年—1584年）
米哈烏·維希尼奧維茨基（波蘭語：Michał Wiśniowiecki；1529年10月15日/16日—1584年），维希尼奥维茨基家族的烏克蘭王公，立陶宛大公国軍人及政治家。切爾卡瑟市長 (1559-1584)，扎波罗热在冊蓋特曼 (1569-1574) 的高級成員，波蘭立陶宛聯邦參議員。在烏克蘭民間文化裡，維什涅維茨基被視為第一位哥薩克蓋特曼，兼對抗韃靼人與奥斯曼人的無畏戰士，成為大受歡迎的英雄：“Epicedion”這首詩歌就是獻給他而作的。

## 生平
1550年的時候，他和伯纳德·普雷特维奇Bernard Pretwich 、扬·赫伯特Jan Herburt、亚历山大Alexander、普罗科普·塞尼亚夫斯基Prokop Senyavsky一齊制止著鞑靼人的入侵，還由他們手裡獲得戰利品，並俘虜了不少人。
1553年立陶宛大公派其前往第聶伯河險灘以南修建座小要塞，以防止哥薩克人的襲擊再波及更下游地區：維什涅維茨基則任命他的哥薩克仆從完成這項任務。結果克里米亞可汗將這座哥薩克要塞視作對其的侵犯：在1558年左右，可汗還派出一支軍隊意圖將維什涅維茨基從他的堡壘裡趕走。
1555年，他在米爾戈羅德希納的Kildysheva Mohyla與鞑靼人作戰。然後的1556年，其與王公Roman Sangushko和Ostafy Ruzhinsky一起進攻了侵擾别尔哥罗德的土耳其人，但由于鞑靼人援助對方，王公們是被擊敗。從1557年夏天到1559年，其有以齊格蒙德二世御前成員之一的參與了利沃尼亚战争。由於他的成功（戰績），在1559年12月獲授予切爾卡瑟的長官位置，他一直在任直至離世。
大約在1560年，其於普肖爾河處擊敗了由Sohor首領所率的一小股鞑靼人。 1563年春天，維什涅維茨基自資僱用了800名别尔哥罗德鞑靼人，由Sikhoza和Bakai所指揮，還再配備了自己的400人士兵（組成部隊）。帶領著這支軍隊，他是移動至莫斯科北部地區 ，特别是進占兼燒毀了Rethra（一定居點）。
1566年，他與他兄弟亞歷山大一起，在齊布利尼克河河口附近擊敗了韃靼人。 1570年夏天，他在奇吉林附近擊敗了一支由兩千名韃靼人組成的分隊。在 1574年或1575年，他擊敗了500名圍攻切爾卡瑟的韃靼人，但沒進一步加害他們。

### 徒步前往阿斯特拉罕
1570年，齐格蒙特二世派米哈伊洛前往阿斯特拉罕（對抗奧斯曼人）。王公是帶著哥薩克軍團和“懶人”一同上路。當蓋特曼帶著軍隊趕到時，帕夏和可汗已經站在城牆下。然后維什涅維茨基開始制定席捲阿斯特拉罕的計划。與此同時，其中一名哥薩克人自己進入城市警告駐軍在指定的日期和時間向敵人發起攻擊，即模仿攻擊。晚上，扎波羅熱人在韃靼人的眼皮子底下闖入城中再返回，告知蓋特曼駐軍已準備照搬（早前蠱惑的）做法。 維什涅維茨基同意了莫斯科輔助部隊指揮官的意見，即通過攻擊分散韃靼人的注意力。當時他自己列陣好騎兵隊，在後面還佈置了 15,000名步兵。王公是讓騎兵前進先，當他們接近敵營時騎兵散去，然後奧斯曼人就遭到（緊隨的）步兵集團襲擊，他們闖入營地並繳了對方械。奥斯曼人大聲呼叫自己（其他）部隊救援，而其他部隊當時正在城牆下與阿斯特拉罕人作戰。等到部隊再過到去時，用自己的槍對付土耳其人的哥薩克人，已經是完全擊敗了他們。到晚上，帕夏躲到可汗那裡，而阿斯特拉罕被解放了。米。維什涅維茨基是從奧斯曼軍營和重型火炮那獲取了豐厚的戰利品（收穫）。
然而，5,000名扎波羅熱哥薩克人對阿斯特拉罕行軍後戰利品的分配有所不滿，便與蓋特曼維什涅維茨基的軍隊相分別，再到了頓河河畔建立起切爾卡瑟城，即以他們所來自的切尔卡瑟城命名，就此成為“頓河的主力軍。”

### 與莫斯科的戰爭
1579年，維什涅維茨基王公和奥斯特罗的瓦西里·康斯坦丁王公一起，作為國王巴托里·斯特凡芬部隊的一部分，向莫斯科維爾發起了一場戰役，期間佔領了西維利亞，還有參與奪取斯塔羅杜布、切尔尼戈夫（被波蘭 - 烏克蘭軍隊焚燒過） 和其他堡壘的行動。
1580年夏天，他與一支韃靼人分隊一起進軍到卡拉切夫，摧毀了這座城市和周邊地區，還有返回途中的（連帶摧毀）- 布良斯克、里尔斯克和奥廖尔附近（地區）。
1581年8月，他與列奇察頭人Yarosh Zhyzhemsky王公、奧夫魯奇頭人Avram Myshka 、基輔酒政兼皇家隊長Kirian Lyatoshynsky以及哥薩克支隊Jan Oryshevsky一起進軍特魯布切夫斯克，這座城市就被嚴重破壞和燒毀連。在返程途中，維什涅維茨基在蘇多斯季河被莫斯科軍隊追上，但對方是被徹底擊潰 。

### 榮耀與遺產
1580年由于其備受矚目的服役貢獻，他被引薦於聯邦參議院，在此後他将卡尼夫和切尔卡瑟的長老席位移交予兒子亞歷山大。他保留在該兩處擔任的市長職位直至離世。 在1580年他成為了布拉茨拉夫城主，再到 1581年3月15日其成為了基輔總督，兼擔任起基辅堡壘的指揮官（城主）。
他與妻子Halshka Yuriyivna Zenovych，在一起作為三座東正教修道院的創始者時期，是留下了美好的回憶。
其於1584年10月15日在維什尼韋茨離世時年55歲，而被光榮安葬在基輔-佩喬爾斯克修道院。而據 Athanasius Kalnofoisky所言，1584年10月16日星期一與二之間的凌晨兩點離開的，然後是被埋葬在基辅-佩乔尔斯克修道院的聖母升天大教堂 ，在那還有一座有墓誌銘的墓碑。

## 後人
與Halshka Yuriyivna Zenovych結婚，子嗣有五名：
- 亞歷山大(r.n.n. - 伊斯坦布爾，1594年） - 切尔卡瑟、卡尼夫、科爾遜、洛耶夫的市長。與Olena Yelovytska (b. - 1587)成親。
- 迈克尔(1588—1619) - 奧夫魯奇市長。
- 尤里（出生不详 - 1617/18) -基輔城主。
- 玛丽娜·维什内维茨卡 - 波洛茨克市長的妻子
- Sofia Vyshnevetska (b. - 1595年為止) - 立陶宛宮廷財務主管Ivan Ostafiy Tyshkevych的妻子（† 1631），婚姻裡有子嗣八名。

## 文獻
- Virsky D. Vyshnevechchyna：第一次胜利和第一个盟友（1555-1595） 年。） 的存檔，存档日期21 November 2016[日期不符]. //Україна в Центрально-Східній Європі. — 2015. — Вип. 15. — С. 108—124.
- <i id="mwAXk">Niesiecki K.</i> Korona Polska przy Złotey Wolności Starożytnemi Wszystkich Kathedr, Provincyi y Rycerstwa Kleynotami Heroicznym Męstwem y odvagą, Naywyższemi Honorami a naypierwey Cnotą, 的存檔，存档日期15 October 2014[日期不符]. - 利沃夫 : w drukarni Collegium Lwowskiego Societatis Jesu，1743 年。 - Т。 4. - 820 秒。 - S. 544—546。 （波兰語）

## 外部鏈接
- 米哈伊洛·维什涅韦茨基。乌克兰哥萨克酋长王子。 []
- 乌克兰指挥官 Mykhailo Vyshnevetsky (1529 - 1584 年 10 月 15 日 页）。他是整个乌克兰的可靠盾牌[]

- Zaporozhian SichФормування та встановлення Запорізької Січі的存檔，存档日期4 March 2016[日期不符]. 的存檔，存档日期4 March 2016[日期不符]. Książęta Wiśniowieccy (01) （波兰語） （波兰語） .